# Archibracon luteoflagellaris
Archibracon luteoflagellaris är en stekelart som beskrevs av Donald L.J. Quicke 1989. Archibracon luteoflagellaris ingår i släktet Archibracon och familjen bracksteklar. Inga underarter finns listade.